# Симонтовка (Мглинский район)
Симонтовка — село в Мглинском районе Брянской области, административный центр Симонтовского сельского поселения.
Расположено в 6 км к юго-западу от Мглина. Имеется отделение почтовой связи, сельская библиотека.

## История
Основано не позднее первой половины XVII века дворянами Есимонтовскими (отсюда название села), в чьём владении (с перерывами) оставалось до середины XVIII века; позднее во владении Романовского, действительного статского советника П. В. Гудовича и других помещиков; частично — казацкое поселение.
Храм Рождества Христова упоминается с 1722 года (вероятно, существовал и раньше); последнее здание храма было построено в 1862 году (не сохранилось). В 1880-х гг. была открыта школа грамоты.
Священнослужители Христорождественской церкви:
- 1756-1773 - священник Иван Григорьевич Пискун (Пискунов)
- 1756 - дьячок Алимпий Иларионов

Со 2-й половины XVII века по 1781 село входило в Шевердский курень Мглинской сотни Стародубского полка; с 1782 по 1922 в Мглинском повете, уезде (с 1861 — в составе Костеничской волости); в 1922—1929 в Клинцовском уезде (Костеничская, с 1926 Мглинская волость).
В 1959—1994 гг. входило в состав Шевердского сельсовета.

## Население
| Годы      | 1859 | 1892 | 1897 | 1901 | 1926 | 1979 | 1989 | 2002 | 2010 |
| --------- | ---- | ---- | ---- | ---- | ---- | ---- | ---- | ---- | ---- |
| Население | 682  | 995  | 1064 | 1208 | 1131 | 616  | 528  | 574  | 549  |

## Известные уроженцы
- Иван Николаевич Кондрат — заместитель Генерального прокурора Российской Федерации в Северо-Западном федеральном округе.